# L. Gary Clemente
Louis Gary Clemente (ur. 10 czerwca 1908 w Nowym Jorku, zm. 13 maja 1968 w Jamaica w Nowym Jorku) – amerykański polityk, członek Partii Demokratycznej.

## Działalność polityczna
W okresie od 3 stycznia 1949 do 3 stycznia 1953 przez dwie kadencje był przedstawicielem 4. okręgu wyborczego w stanie Nowy Jork w Izbie Reprezentantów Stanów Zjednoczonych.